# Sofia di Württemberg
Sofia di Württemberg, in tedesco Sophia Frederika Mathilde von Württemberg (Stoccarda, 17 giugno 1818 – L'Aia, 3 giugno 1877), fu la regina dei Paesi Bassi come prima moglie del re Guglielmo III.

## Biografia

### Giovinezza

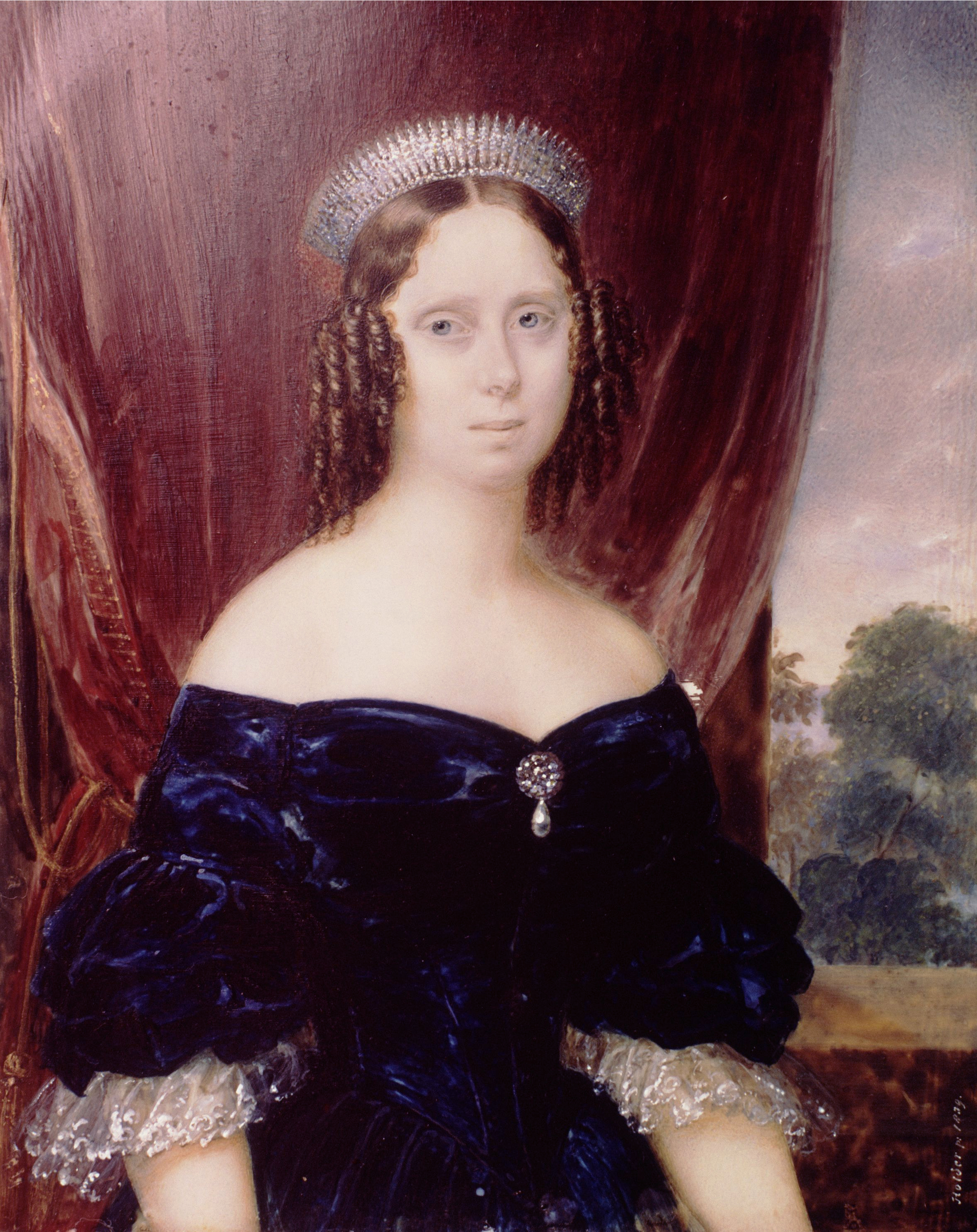
Principessa Sofia di Württemberg

Sofia nacque a Stoccarda il 17 giugno 1818, secondogenita di Guglielmo I di Württemberg e della moglie, Caterina Pavlovna di Russia; la principessa tedesca apparteneva al Casato dei Württemberg, discendendo anche dai Romanov in quanto la madre era la figlia dello Zar Paolo I di Russia. Sofia aveva una sola sorella, Maria. La madre Caterina morì quando Sofia aveva solo sette mesi e poco dopo il padre, re Guglielmo di Württemberg, si risposò con Paolina di Württemberg, sua seconda cugina. Il rapporto con la nuova matrigna non fu mai cordiale, come ricorda la stessa Sofia nei suoi ricordi annotati tra il 1865 ed il 1866. Nutriva comunque un grande affetto per il padre, infatti, come si può leggere nelle memorie di Sofia, i due si vedevano più volte al giorno e alla sera si sedevano accanto al fuoco. Sempre nelle sue memorie, Sofia ricordò la presenza del padre a fianco al suo letto quando lei si ammalò gravemente all'età di tredici anni.
La principessa di Württemberg era molto legata anche alla sorella Maria, due anni più grande, con la quale crebbe insieme. Le due principesse furono educate prima da una governante russa e poi da una svizzera. Sofia imparò così il russo, prese lezioni di musica e studiò storia, geografia e letteratura. Sofia leggeva Corneille, Racine, Kant ed Hegel. All'età di sedici anni, Sofia, Maria e il padre si recarono in Italia, dove visitarono alcuni parenti e luoghi culturali. Sofia fu legata anche alla famiglia Bonaparte: la zia materna Caterina aveva sposato Girolamo Bonaparte, re di Vestfalia e fratello di Napoleone I. Negli anni 1830s Sofia incontrò Luigi Napoleone, futuro Napoleone III dei Francesi, intrattenendo anche un rapporto particolarmente stretto con la prima cugina Matilde Bonaparte, principessa di San Donato. Le due cugine mantennero una corrispondenza per tuta la vita .
Sofia era interessata anche di politica e situazione internazionale: le sue simpatie politiche erano rivolte allo sviluppo delle democrazie occidentali, stesso pensiero del padre Guglielmo, il quale era contrario allo stile di governo autoritario degli Zar russi e al regime prussiano, seguendo con interesse gli sviluppi liberali, come la Rivoluzione di luglio, scoppiata in Francia nel 1830. A Palazzo invitò spesso ambasciatori e studiosi dello stesso pensiero politico e culturale. Sofia entrò così in contatto con idee liberali fin dalla giovane età .

### Matrimonio

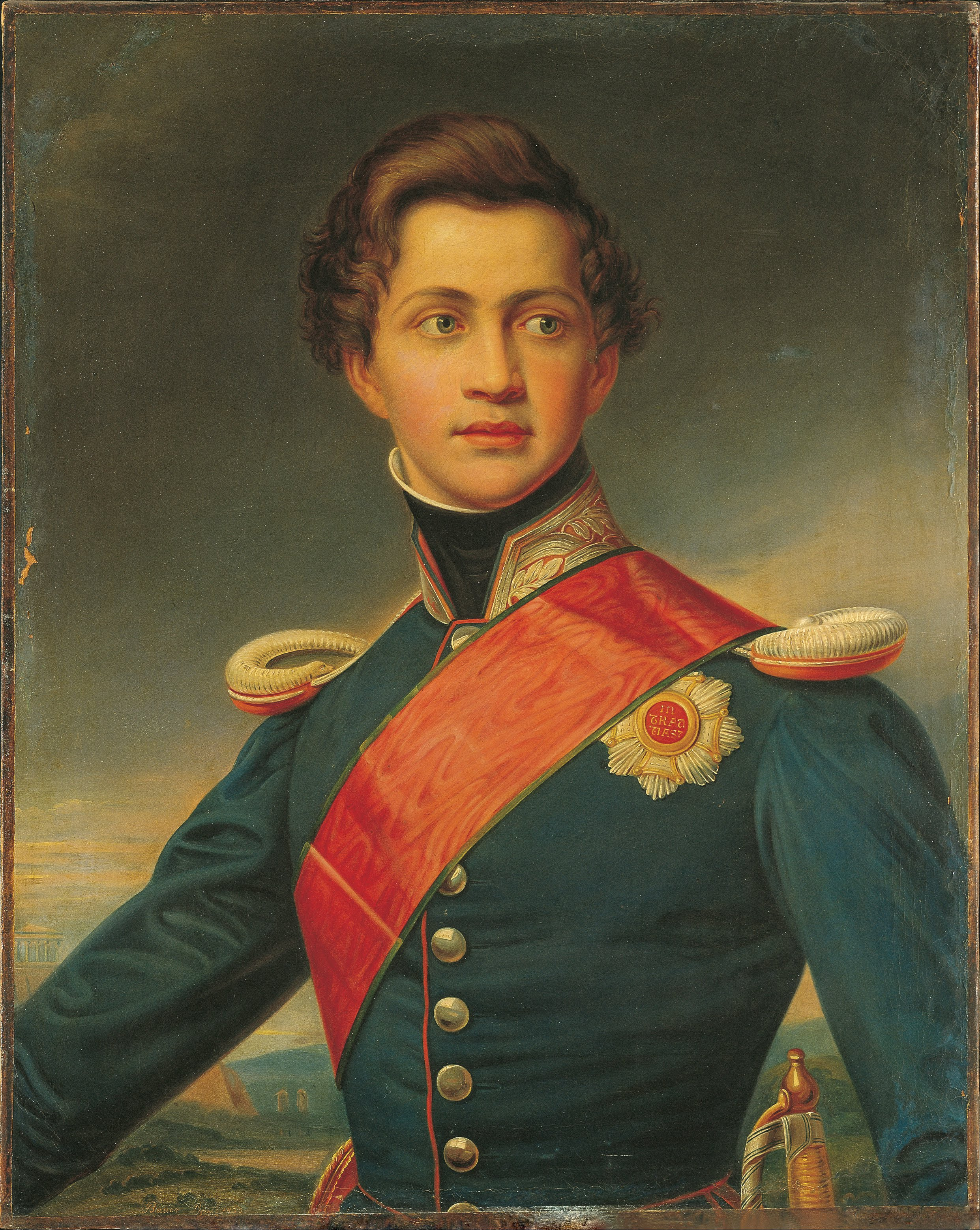
Ottone Wittelsbach, re di Grecia.

Il sovrano Guglielmo I voleva che le sue figlie sposassero un principe che avesse una prospettiva di salire ad un trono europeo; uno dei pretendenti di Sofia fu Ottone Wittelsbach, eletto Re di Grecia nel 1862. Re Guglielmo fu contrario all'unione poiché diffidava di una monarchia appena creata come quella greca. Nei suoi ricordi d'infanzia, Sofia ricordò che il padre designò il Regno di Grecia come "regno bastardo". Un altro pretendente fu il duca Guglielmo VIII di Brunswick ma le possibili nozze fallirono poiché Sofia era già stata promessa a Guglielmo dei Paesi Bassi, suo primo cugino. Lei stessa descrisse il suo consenso alle nozze come un sacrificio fatto per il padre. La coppia si sposò 18 giugno 1839 a Stoccarda; lo sposo era figlio del futuro Guglielmo II dei Paesi Bassi e di Anna Pavlovna Romanova, zia materna di Sofia, la quale si era fortemente contraria alle nozze: il motivo non è del tutto chiaro, probabilmente fu a causa della fede ortodossa russa della Regina olandese che proibiva il matrimonio tra cugini. Un altro fattore poteva riguardare la paura delle malattie familiari, il nonno degli sposi, lo zar Paolo, era impazzito. Sta di fatto che il rapporto tra Sofia e la suocera fu estremamente freddo. Nella corte olandese, Sofia andava più d'accordo con il nonno dello sposo, il re Guglielmo I dei Paesi Bassi e con il figlio di quest'ultimo, il principe Federico, considerato il confidente di Sofia. I due si scrissero 424 lettere tra il 1833 ed il 1877 .

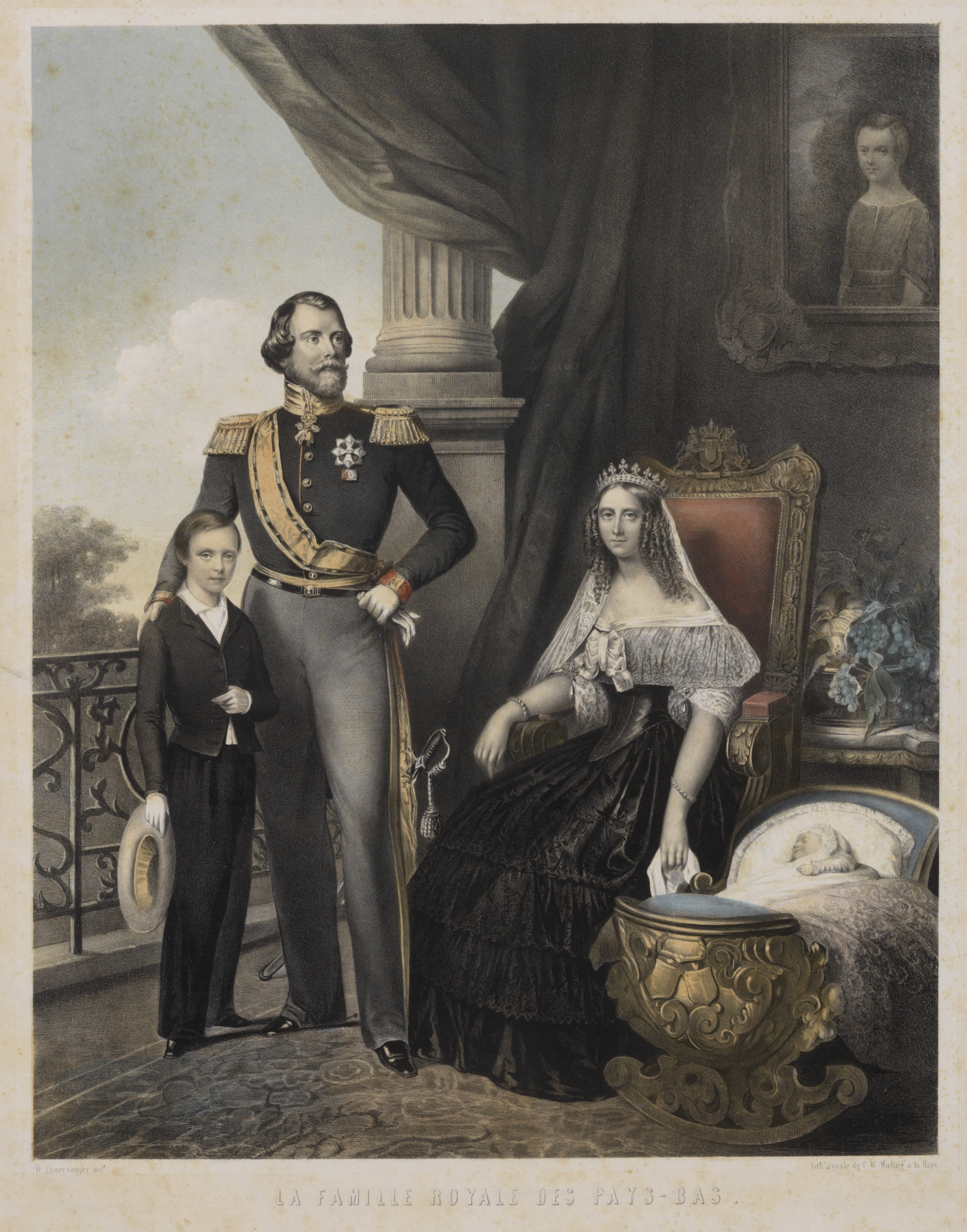
Guglielmo, Sofia ed i loro figli.

Dopo le nozze in Germania, la coppia tornò nei Paesi Bassi e si stabilì a L'Aia. Nel 1840 re Guglielmo I abdicò al trono e così il primogenito, suocero di Sofia, gli succedette come Guglielmo II dei Paesi Bassi. Sofia divenne così la Principessa d'Orange, ovvero la moglie dell'erede al trono. Il matrimonio tra Sofia e Guglielmo fu fin dagli inizi problematico: l'educazione dei figli era motivo di continuo conflitto tra i due coniugi. Guglielmo inoltre intratteneva diverse regolari relazioni extraconiugali. Sofia continuò comunque a coltivare i suoi interessi intellettuali. Un altro motivo di discordia tra Sofia e Guglielmo fu il fatto che il principe olandese aveva problemi d'ira . Il New York Times definì Guglielmo: "La figura più dissoluta del nostro tempo". Entrambi i due coniugi avevano un carattere piuttosto impulsivo e irascibile. La Regina era anche intellettualmente più avanzata e disprezzava il marito . Nel 1842 si lamentò con il suocero del marito, che l'avrebbe costretta a “…atti scandalosi che offendono la morale e la dignità di ogni donna” . Dopo dodici anni, i suoi suoceri tentarono di sciogliere il matrimonio ma tale tentativo fallì, ma comunque la coppia si separò . Nonostante ciò la coppia ebbe tre figli:
- Guglielmo (1840 - 1879)
- Maurizio (1843 - 1850)
- Alessandro (1851 - 1884)

### Regina dei Paesi Bassi

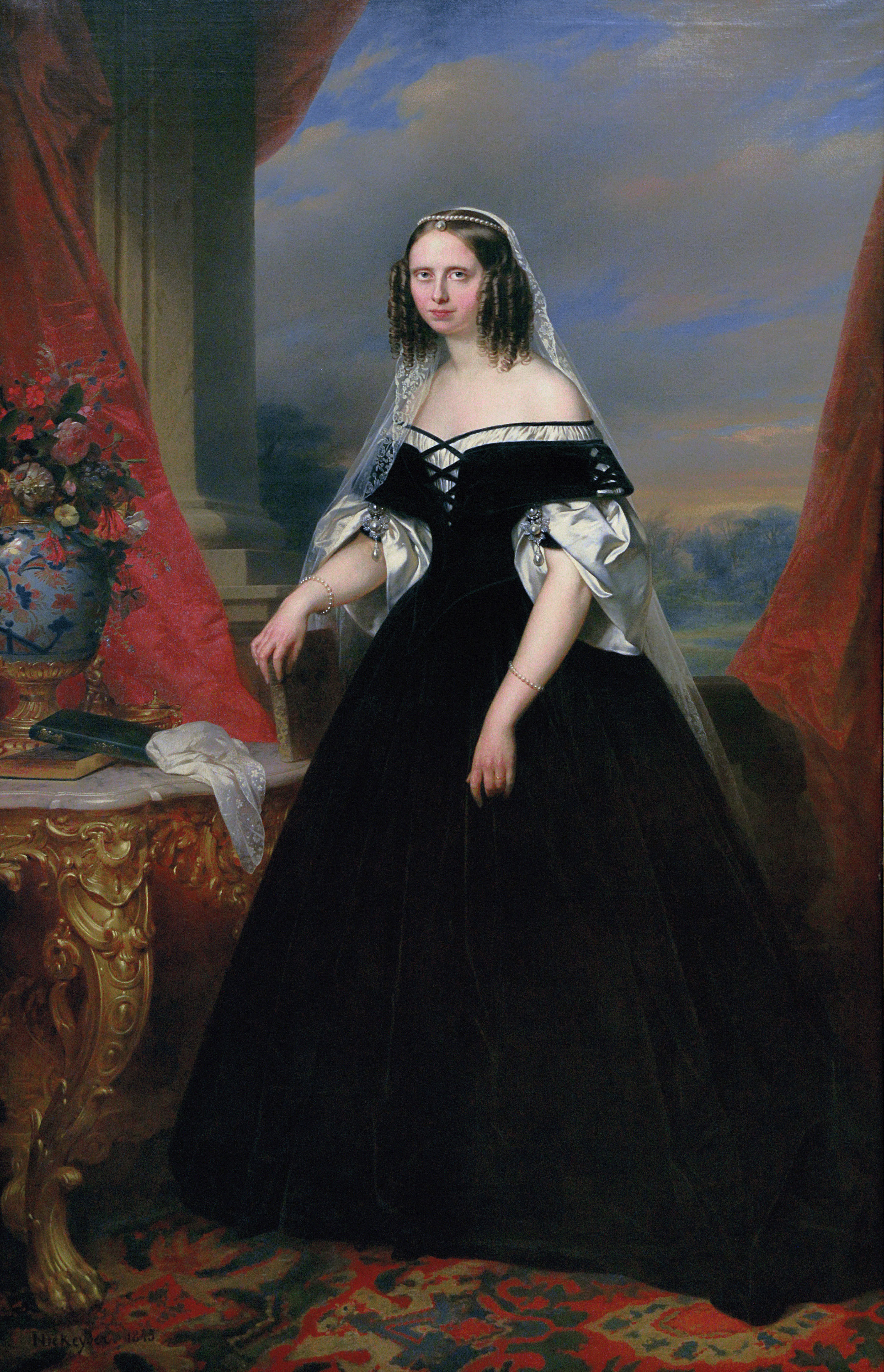
Sofia, regina dei Paesi Bassi.

Il 17 marzo 1849 re Guglielmo II morì e così gli succedette il figlio Guglielmo III dei Paesi Bassi, il quale però non si trovava nei Paesi Bassi ma in Inghilterra, probabilmente con un'amante. Ci vollero diversi giorni prima che il nuovo sovrano arrivasse a Hellevoetsluis, porto dei Paesi Bassi. Sofia diventò così la Regina consorte dei Paesi Bassi e Granduchessa consorte di Lussemburgo. I nuovi sovrani presero residenza a Palazzo Noordeinde, a L'Aia. Re Guglielmo III fu contrario alle riforme costituzionali approvate dal padre l'anno precedente e alla nascita di una monarchia sempre più di carattere parlamentare. Ciò lo portò a scontrarsi con gli Stati Generali e col Governo. I conflitti tra i due reali continuarono ad aumentare: al capezzale del figlio Maurizio, morto il 4 giugno 1850, ciascun coniuge aveva il proprio medico di fiducia. Le disposizioni per un possibile divorzio venivano ripetutamente rinviate. Mentre Sofia era incinta del terzogenito Alessandro, Guglielmo mandò il figlio maggiore in collegio, contro la volontà della moglie. Non potendo divorziare, Sofia e Guglielmo III si separarono legalmente: il Re ottenne la responsabilità dell'educazione del figlio maggiore Guglielmo, l'erede al trono, mentre la Regina Sofia avrebbe tenuto il figlio Alessandro con sé fino al compimento dei nove anni del principe. Sofia avrebbe continuato a svolgere il suo ruolo di Regina consorte, gestendo però la propria vita come desiderava .

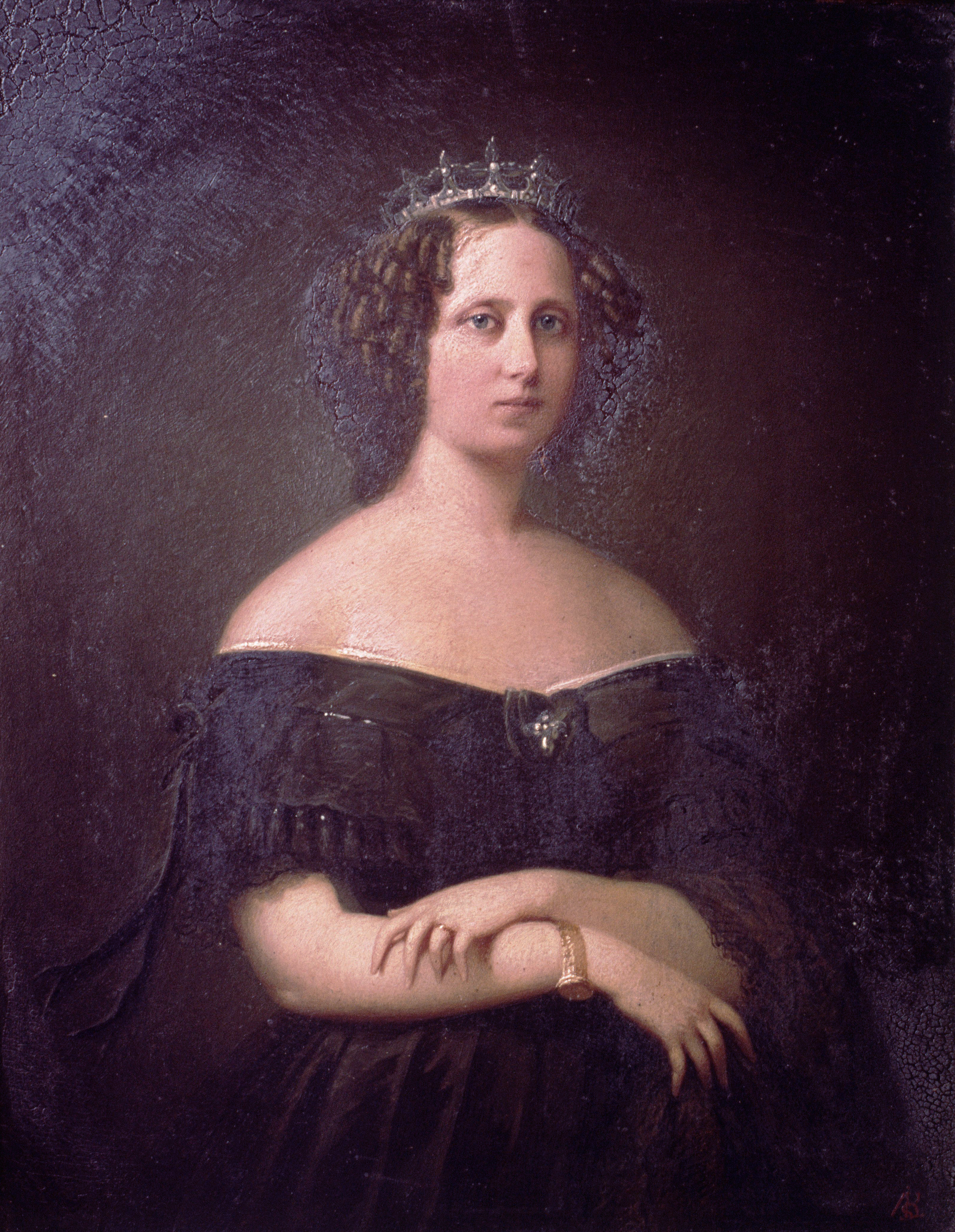
La Regina dei Paesi Bassi.

Dal 1855, la Regina visse principalmente nell'Huis ten Bosch, residenza reale olandese, dove intratteneva una corrispondenza con amici politici e acculturati stranieri . Faceva spesso visita al padre, che rimase un suo confidente fino alla sua morte, avvenuta il 25 giugno 1864. Dopo la morte del re tedesco, Sofia cominciò una corrispondenza dal 1857 con il politico britannico George Villiers, conosciuto come Lord Clarendon, il quale incontrava spesso, durante i suoi viaggi o direttamente nei Paesi Bassi. La regina olandese visitò spesso anche la Francia, intrattenendosi con Napoleone III, l'Imperatrice Eugenia e con gli studiosi Ernest Renan e l'orientalista Jules Mohl. Gli storici Leopold von Ranke e John Lothrop Motley ne elogiarono l'intelligenza. Quest'ultimo, nella sua corrispondenza, si espresse in modo molto positivo nei confronti della Regina. Nel 1858 concluse un lungo elogio funebre a lei dedicato con le parole: "Il miglior complimento che posso farle è che ci si dimentica completamente che è una Regina e si avverte solo la presenza di una donna intelligente e molto attraente". Grazie ai suoi rapporti amichevoli con Clarendon e Napoleone III, la Regina dei Paesi Bassi si schierò indirettamente contro i Romanov, che apparteneva all'altro schieramento nella Guerra di Crimea. Nel 1857 si recò in Inghilterra per trovare un coniuge adatto al figlio Guglielmo, ma i tentativi non portarono a nulla. In quell'occasione incontrò Florence Nightingale e Robert Owen. Oltre all'arte e alla cultura, si interessava anche di riforme sociali, inoltre, era interessata allo spiritualismo emergente. Tramite l'Imperatore francese entrò in contatto con il medium britannico Daniel Home, che su suo invito tenne quattro sedute spiritiche al Palazzo Noordeinde nel 1858. Presumibilmente Sofia ha cercato di contattare il figlio defunto Maurizio tramite Home.

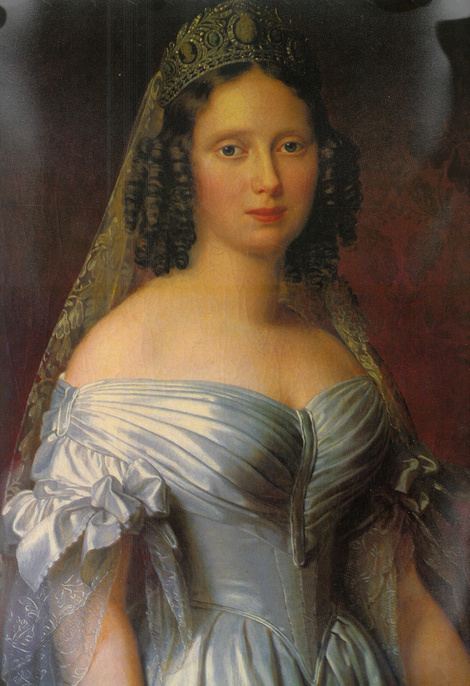
La Regina dei Paesi Bassi.

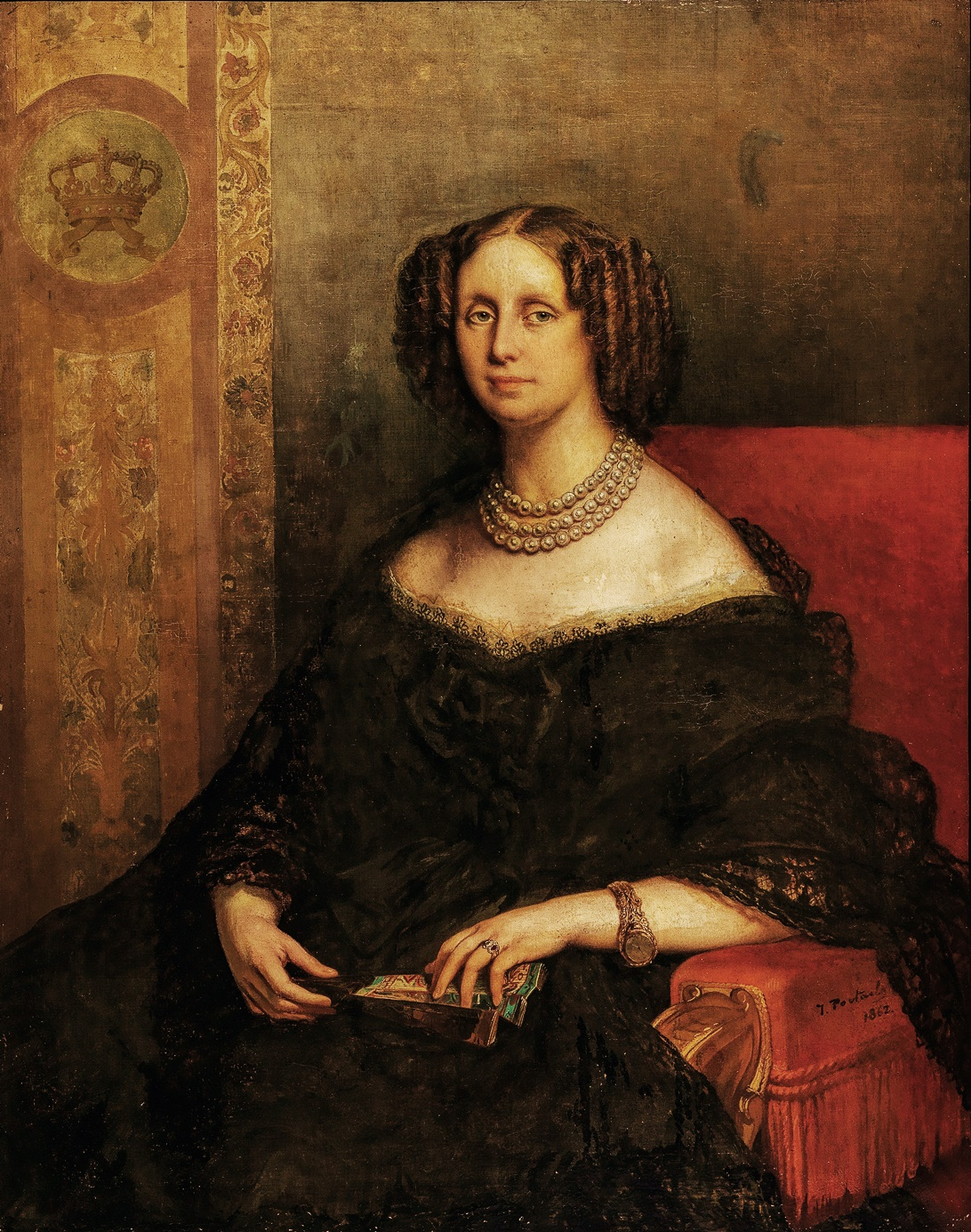
La Regina Sofia dei Paesi Bassi.

La Regina visitò le esposizioni industriali, nei Paesi Bassi, fin dagli anni 1860s. Aveva un interesse particolare per l'istruzione, soprattutto quella dei bambini molto piccoli e quelli con disabilità intellettive. Sostenne inoltre l'Associazione per la protezione degli animali, legando il suo nome ad essa quando fu fondata nel 1867. Dopo la caduta di Napoleone nel 1870, il ruolo politico di Sofia terminò ma dal punto di vista culturale rimase attiva. La rinomata rivista Revue des Deux Mondes pubblicò il suo contributo su “Les derniers Stuarts”.; in esso sosteneva, tra le altre cose, che la monarchia avrebbe dovuto adeguarsi ai tempi. Il movimento femminile, che si presentò nei Paesi Bassi nel 1871 con l'associazione Arbeid Endelt, scelse la Regina come sua patrona. Condivideva con una delle personalità più luminose del movimento delle giovani donne, Elise van Calcar, non solo l'interesse per il lavoro delle donne negli asili nido, ma anche un interesse per lo spiritualismo. 

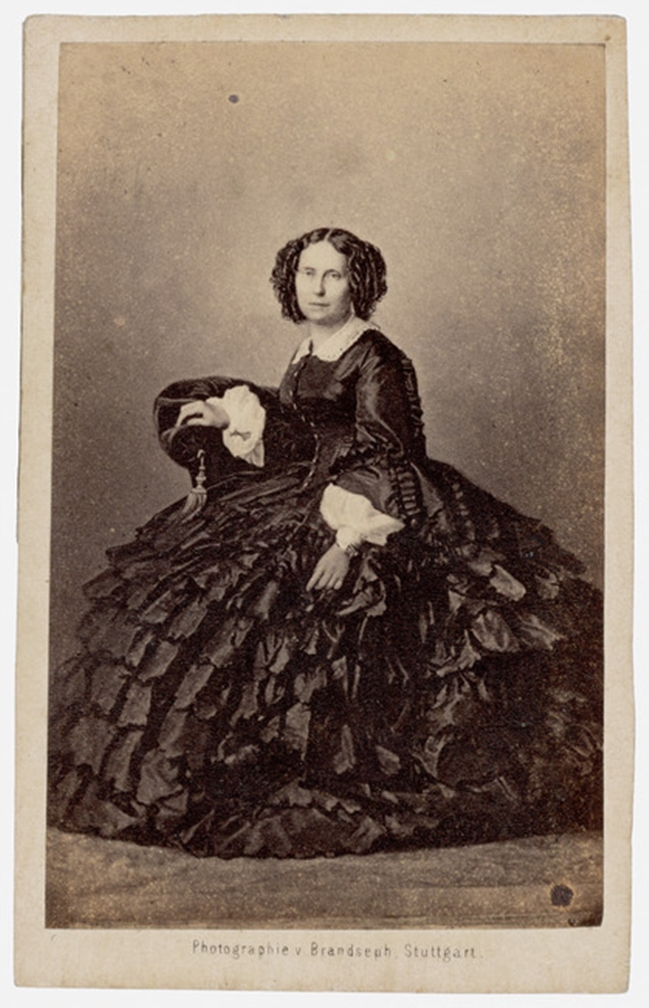
Fotografia della regina Sofia.

Sofia è considerata una regina eccezionale nella monarchia olandese, per i suoi interessi culturali, scientifici e politici. La sua posizione non dogmatica in materia religiosa, la sua simpatia per un orientamento politico più liberale e la sua avversione per l'etichetta le valsero il soprannome di "Regina rossa". Nei contatti personali era leale, come dimostrano le sue numerose e durature amicizie. Tra i suoi amici e le sue amiche, come Lady Malet, Lord Clarendon e Julius von Mohl, trovò l'ascolto e l'apprezzamento che le mancavano nel suo matrimonio. Con Clarendon non parlò solo degli sviluppi politici internazionali, ma anche di questioni private, come le preoccupazioni per i suoi figli. Il cambiamento nel saluto delle sue lettere, da un formale “Signora” a “mia carissima Sophie”, mostra un crescente senso di solidarietà. Fu la regina Vittoria a comunicare la morte di Lord Clarendon, avvenuta nel 1870, a Sofia dei Paesi Bassi in un telegramma, che riportava: "Vostra Maestà sarà addolorata nell'apprendere che Lord Clarendon è spirato questa mattina". Ebbe anche delle buone amiche nei Paesi Bassi, come Betsy Groen van Prinsterer, con la quale intrattenne una corrispondenza su questioni religiose fino a poco prima della sua morte .

### Morte

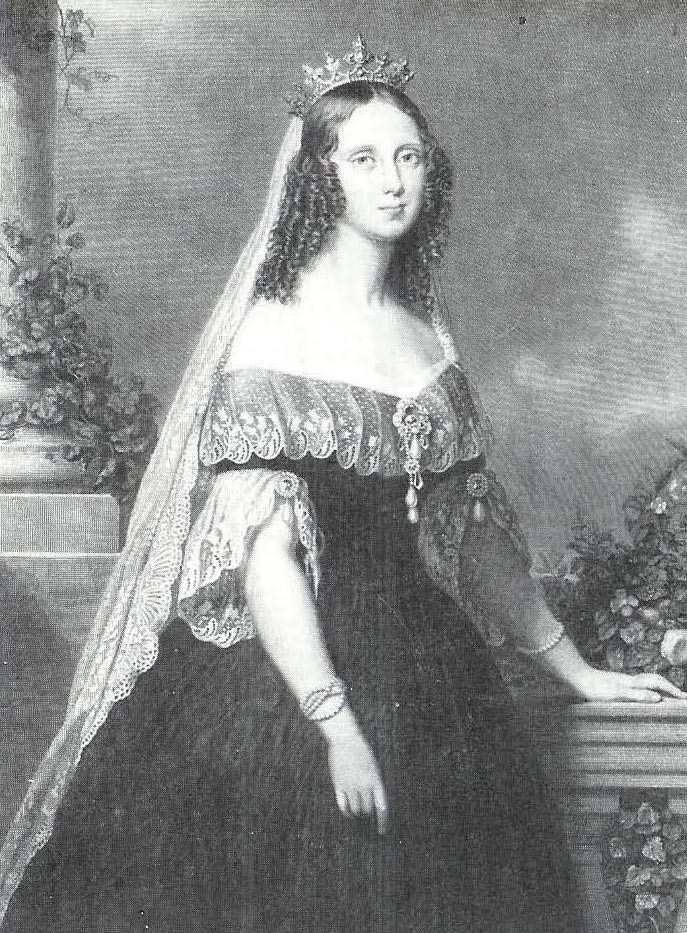
Ritratto di Sofia di Württemberg, regina dei Paesi Bassi.

Sofia, regina consorte dei Paesi Bassi morì inaspettatamente a Huis ten Bosch il 3 giugno 1877, a causa di una malattia cardiaca che la tormentava da diversi anni. Il 20 giugno dello stesso anno, il popolo olandese si unì per assistere alla sepoltura della defunta sovrana nella Cripta reale della Chiesa Nuova di Delft. Secondo le sue ultime volontà, fu sepolta nel suo abito da sposa, dichiarando che lei aveva smesso di vivere dal giorno del suo matrimonio .

## Titoli e trattamento
- 17 giugno 1818 - 18 giugno 1839 Sua Altezza Reale Principessa Sofia di Württemberg
- 18 giugno 1839 - 7 marzo 1849 Sua Altezza Reale, La Principessa di Orange
- 7 marzo 1849 – 3 giugno 1877 Sua Maestà, La Regina dei Paesi Bassi

## Ascendenza
|                                   |                      |                                                      | Genitori                                     |  |  | Nonni |  |  | Bisnonni                           |  |  | Trisnonni                         |  |
|                                   |                      |                                                      |                                              |  |  |       |  |  | Federico II Eugenio di Württemberg |  |  | Carlo I Alessandro di Württemberg |  |
|                                   |                      |                                                      |                                              |  |  |       |  |  | Federico II Eugenio di Württemberg |  |  | Carlo I Alessandro di Württemberg |  |
|                                   |                      | Maria Augusta di Thurn und Taxis                     |                                              |  |  |       |  |  | Federico II Eugenio di Württemberg |  |  |                                   |  |
| Federico I di Württemberg         |                      |                                                      |                                              |  |  |       |  |  | Federico II Eugenio di Württemberg |  |  |                                   |  |
|                                   |                      | Federica Dorotea di Brandeburgo-Schwedt              | Federico Guglielmo di Brandeburgo-Schwedt    |  |  |       |  |  |                                    |  |  |                                   |  |
|                                   |                      | Federica Dorotea di Brandeburgo-Schwedt              | Federico Guglielmo di Brandeburgo-Schwedt    |  |  |       |  |  |                                    |  |  |                                   |  |
|                                   |                      | Federica Dorotea di Brandeburgo-Schwedt              | Sofia Dorotea di Prussia                     |  |  |       |  |  |                                    |  |  |                                   |  |
| Guglielmo I di Württemberg        |                      | Federica Dorotea di Brandeburgo-Schwedt              |                                              |  |  |       |  |  |                                    |  |  |                                   |  |
|                                   |                      | Carlo Guglielmo Ferdinando di Brunswick-Wolfenbüttel | Carlo I di Brunswick-Wolfenbüttel            |  |  |       |  |  |                                    |  |  |                                   |  |
|                                   |                      | Carlo Guglielmo Ferdinando di Brunswick-Wolfenbüttel | Carlo I di Brunswick-Wolfenbüttel            |  |  |       |  |  |                                    |  |  |                                   |  |
|                                   |                      | Carlo Guglielmo Ferdinando di Brunswick-Wolfenbüttel | Filippina Carlotta di Prussia                |  |  |       |  |  |                                    |  |  |                                   |  |
| Augusta di Brunswick-Wolfenbüttel |                      | Carlo Guglielmo Ferdinando di Brunswick-Wolfenbüttel |                                              |  |  |       |  |  |                                    |  |  |                                   |  |
|                                   |                      | Augusta di Hannover                                  | Federico, principe del Galles                |  |  |       |  |  |                                    |  |  |                                   |  |
|                                   |                      | Augusta di Hannover                                  | Federico, principe del Galles                |  |  |       |  |  |                                    |  |  |                                   |  |
|                                   |                      | Augusta di Hannover                                  | Augusta di Sassonia-Gotha-Altenburg          |  |  |       |  |  |                                    |  |  |                                   |  |
| Sofia di Württemberg              |                      | Augusta di Hannover                                  |                                              |  |  |       |  |  |                                    |  |  |                                   |  |
|                                   | Pietro III di Russia | Carlo Federico, Duca di Holstein-Gottorp             |                                              |  |  |       |  |  |                                    |  |  |                                   |  |
|                                   | Pietro III di Russia | Carlo Federico, Duca di Holstein-Gottorp             |                                              |  |  |       |  |  |                                    |  |  |                                   |  |
|                                   | Pietro III di Russia | Anna Petrovna di Russia                              |                                              |  |  |       |  |  |                                    |  |  |                                   |  |
| Paolo I di Russia                 | Pietro III di Russia |                                                      |                                              |  |  |       |  |  |                                    |  |  |                                   |  |
|                                   |                      | Caterina II di Russia                                | Cristiano Augusto, Principe di Anhalt-Zerbst |  |  |       |  |  |                                    |  |  |                                   |  |
|                                   |                      | Caterina II di Russia                                | Cristiano Augusto, Principe di Anhalt-Zerbst |  |  |       |  |  |                                    |  |  |                                   |  |
|                                   |                      | Caterina II di Russia                                | Giovanna di Holstein-Gottorp                 |  |  |       |  |  |                                    |  |  |                                   |  |
| Caterina Pavlovna di Russia       |                      | Caterina II di Russia                                |                                              |  |  |       |  |  |                                    |  |  |                                   |  |
|                                   |                      | Federico II Eugenio di Württemberg                   | Carlo I Alessandro di Württemberg            |  |  |       |  |  |                                    |  |  |                                   |  |
|                                   |                      | Federico II Eugenio di Württemberg                   | Carlo I Alessandro di Württemberg            |  |  |       |  |  |                                    |  |  |                                   |  |
|                                   |                      | Federico II Eugenio di Württemberg                   | Maria Augusta di Thurn und Taxis             |  |  |       |  |  |                                    |  |  |                                   |  |
| Sofia Dorotea di Württemberg      |                      | Federico II Eugenio di Württemberg                   |                                              |  |  |       |  |  |                                    |  |  |                                   |  |
|                                   |                      | Federica Dorotea di Brandeburgo-Schwedt              | Federico Guglielmo di Brandeburgo-Schwedt    |  |  |       |  |  |                                    |  |  |                                   |  |
|                                   |                      | Federica Dorotea di Brandeburgo-Schwedt              | Federico Guglielmo di Brandeburgo-Schwedt    |  |  |       |  |  |                                    |  |  |                                   |  |
|                                   |                      | Federica Dorotea di Brandeburgo-Schwedt              | Sofia Dorotea di Prussia                     |  |  |       |  |  |                                    |  |  |                                   |  |
|                                   |                      | Federica Dorotea di Brandeburgo-Schwedt              |                                              |  |  |       |  |  |                                    |  |  |                                   |  |